# Pottawatomie Rifles
 (novembre 2015).
Si vous disposez d'ouvrages ou d'articles de référence ou si vous connaissez des sites web de qualité traitant du thème abordé ici, merci de compléter l'article en donnant les références utiles à sa vérifiabilité et en les liant à la section « Notes et références ».
Pottawatomie Rifles était un groupe d'une centaine d'abolitionnistes originaires du Kansas, plus précisément des comtés de Franklin et d'Anderson au bord de la rivière Pottawatomie. Cette milice armée créée à l'automne 1855, au moment des événements du Bloody Kansas, avait pour objectif de contrer l'émergence de la présence esclavagiste (notamment l'armée privée connue sous le nom de Border Ruffians) à la frontière avec le Missouri.
Dirigés par le fils de John Brown, John Brown Jr, les hommes du Pottowatomie Rifles ont pris part à de nombreux actes violents comme la Bataille d'Osawatomie ou le Massacre de Pottawatomie des 24 et 25 mai 1856. Bien que John Brown, aussi connu pour ses raids et sa participation à l'attaque de l'arsenal d'Harpers Ferry, souvent accompagnés de ses fils, il n'était cependant pas un membre officiel de la milice.